# 詹盧卡·卡普拉里
詹盧卡·卡普拉里（義大利語：Gianluca Caprari；1993年7月30日—），意大利足球運動員，現効力意甲球會蒙扎，司職前鋒。

## 俱樂部生涯
2015-16賽季，卡普拉里曾代表佩斯卡拉出戰43場比賽，打進13粒進球和13次助攻，幫助球隊成功升入意甲聯賽。
2016年夏天，國際米蘭官方宣佈，他們從佩斯卡拉簽下了前鋒卡普拉里。
2017年在與國際米蘭的合同到期後，卡普拉里為了獲得更多上場時間，轉會加盟了桑普多利亞。
2020年1月，租借加盟帕爾馬足球會。 2020年9月，租借加盟贝内文托。

## 國家隊生涯
2022年6月，歐國聯第4輪客場挑戰德國，卡普拉里下半場替補上場，迎來國家隊生涯首秀。

## 外部連結
- Profile （页面存档备份，存于） at A.C. Monza （義大利語）